# China–Cornell–Oxford Project
Le China-Cornell-Oxford Project (Projet Chine-Cornell-Oxford) est une longue enquête conduite au long des années 1980 dans la Chine rurale, conjointement financé par l'Université Cornell, l'Université d'Oxford, et le gouvernement de la Chine populaire,.  
En 1991, le The New York Times l'a appelé Grand Prix d'épidémiologie[pas clair].

## Description
Les deux grandes premières études ont été conduites par T. Colin Campbell, professeur de biochimie nutritionnelle à Cornell, qui en a résumé les résultats dans son livre The China Study (2004). D'autres chercheurs clés étaient Chen Junshi, Directeur Député à l'Institut de Nutrition et d'Hygiène Alimentaire à l'Académie Chinoise de Médecine Préventive, Richard Peto de l'Université d'Oxford, et Li Junyao de l'Institut de Cancer en Chine.
L'étude a examiné les régimes alimentaires, style de vie et caractéristiques pathologiques de 6 500 personnes dans 65 comtés ruraux chinois, en comparant la prévalence des caractéristiques pathologiques et en excluant les causes de mort comme les accidents.